# NGC 3286
NGC 3286 este o radiogalaxie situată în constelația Ursa Mare. A fost descoperită în 8 aprilie 1793 de către William Herschel.